# Toque real

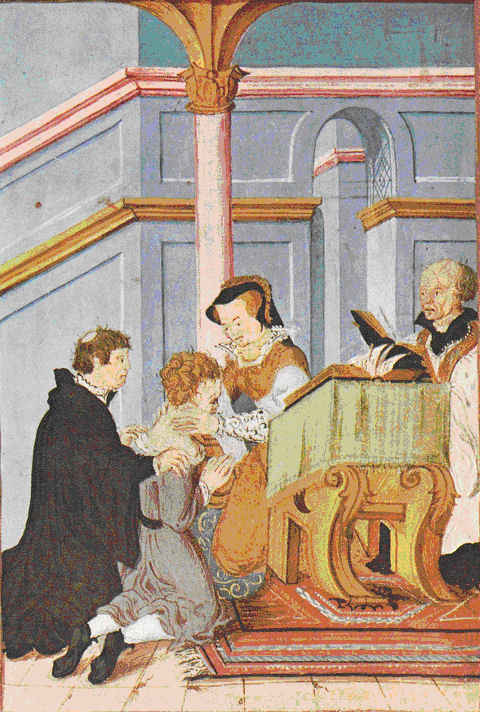
María I de Inglaterra curando la escrófula. Illustración del Queen Mary's manual for blessing cramp-rings and touching for the Evil, de Levina Teerlinc.

Toque real es una forma de imposición de manos con fines curativos que realizaban los reyes de Francia y de Inglaterra del Antiguo Régimen. Se creía que su coronación les confería el poder taumatúrgico de curar a sus súbditos, sin distinción de condiciones sociales, de algunas enfermedades específicas, principalmente la escrófula o "mal del rey" (King's Evil, linfadenitis tuberculosa cervical o adenita tubercular -historia de la tuberculosis-), una enfermedad que raramente es mortal, y que remite espontáneamente con relativa frecuencia, lo que facilitaba atribuir su curación a la intervención real (más allá de los posibles efectos de la curación por la fe). El uso político de esta ceremonia suponía una legitimación del poder real, especialmente al comienzo de un reinado o el estableciemiento de una nueva dinastía.

## Orígenes: reyes taumaturgos

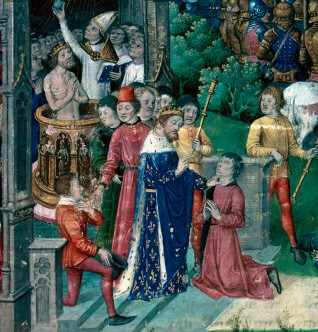
Manuscrito del que representa la tradición según la cual Clodoveo I sanando a los escrofulosos tras su coronación.

El de rey taumaturgo es un concepto antropológico existente en muchas culturas desde la Antigüedad, que el cristianismo asimila y sincretiza junto con otros conceptos greco-romanos (Interpretatio Romana, Interpretatio Christiana).
Aunque la unción regia se produce también en otras monarquías, los reyes de Francia y los reyes y reinas regentes de Inglaterra fueron los únicos reyes cristianos que reclamaron disponer del poder de origen divino (divinitus) de curar por tocar o rozar a los enfermos. Esta capacidad especial era vista como una prueba de la estimación particular que Dios tenía por estas. En cuanto a cuál fue el primer monarca al que tal capacidad fue conferida, había discrepancias. En Inglaterra, se sostenía que Eduardo el Confesor (r. 1042–1066) fue el primer rey en poseer el toque real. En Francia, tal don divino se pretendía remontar a Felipe I (r. 1059–1108) o a Roberto II (r. 987–1031), y se negaba que San Eduardo lo tuviera, argumentando que el primer rey inglés en reclamar tal capacidad fue Enrique I (r. 1100–1135), en una imitación política de la monarquía francesa. El médico André du Laurens (1558–1609) sostenía que Clodoveo I (r. 481–511) fue el primer rey que curó por toque a enfermos de escrófula; pero el medievalista Marc Bloch (1886–1944) considera que tal tradición sólo puede establecerse con probabilidad desde Felipe I. Historiadores más recientes, como Frank Barlow (1911–2009), consideran que la práctica se originó más bien con Luis IX de Francia (San Luis, r. 1226–1270). La primera evidencia directa del uso del toque real en Inglaterra son los registros financieros del reinado de Eduardo I (r. 1272–1307), un rey cruzado que no llegó a Inglaterra hasta 1274. La costumbre de dar un penique a cada enfermo estaba bien establecida en 1276, lo que sugiere que la práctica provendría al menos del reinado de su padre, Enrique III (r. 1216–1272), conocido por sus decisiones arbitrarias y manifestaciones públicas, así como por ser tan piadoso como su amado cuñado San Luis; la historiografía considera verosímil, por tanto, que introdujera por imitación la costumbre de la monarquía francesa en Inglaterra.

### Poderes curativos en otras monarquías
El toque real no fue el único poder curativo atribuido a la realeza europea. Se creía que los Habsburgo curaban la tartamudez con un beso en la boca. Los reyes de Castilla durante la Edad Media realizaban exorcismos haciendo la señal de la cruz e invocando a Dios para liberar a los endemoniados (término muy genérico, en el que se incluían muy distintas enfermedades actualmente diagnosticadas como mentales o incluso somáticas). También se decía que los reyes de Hungría curaban la ictericia.

## Inglaterra

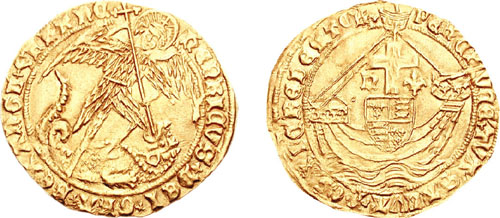
Touch piece de Enrique VI de Inglaterra (r. 1422–1461).

Los sucesores de Enrique I no consideraron el toque real como algo fundamental en sus atributos, reduciendo su aplicación. El ritual permaneció como un aspecto marginal de la monarquía hasta el siglo XVII, cuando pasó a adquirir proporciones sin precedentes y llegó a convertirse en un objeto de escrutinio de toda clase de estudiosos.
Desde el reinado de Eduardo IV (r. 1461–1470, 1471–1483), los reyes de Inglaterra daban a los enfermos una medalla dorada conocida como touch piece que colgaban del cuello del afectado. En el reverso de la medalla se representaba un barco, y en el anverso al arcángel san Miguel derrotando a un dragón. La medalla debía llevarse continuadamente para asegurar la efectividad del tratamiento. El valor crematístico de la medalla hacía que algunos reclamaran el toque para luego venderla.

### Procedimiento. Otras enfermedades
Enrique VII de Inglaterra (r. 1485–1509), el primer rey de la Casa de Tudor, preocupado por legitimar su acceso al trono, estableció firmemente el procedimiento sobre el precedente de los monarcas anteriores. Consistía en cuatro elementos:
1. El rey tocaba (o, alternativamente, rozaba) la cara o cuello del enfermo.[2]
2. El rey colgaba de su cuello la medalla.[2]
3. Se leían ciertos pasajes de los Evangelios (Marcos 16: 14–20 y Juan 1: 1–14)[2] alusivos a la inmunidad de los reyes ante las enfermedades infecciosas[4]
4. Se elevaban plegarias a Dios, a la Virgen y a los Santos (tras la Reforma anglicana, únicamente a Dios).[2]

Aunque el toque real inicialmente se reservaba a la escrófula, se extendió al reumatismo, las convulsiones y toda clase de fiebres y cegueras; así como al bocio y otras enfermedades. Desde el reinado de Isabel I de Inglaterra (r. 1558–1603) se volvió a restringir a la escrófula.
Además de las medallas para la escrófula, los reyes de Inglaterra repartían cramp-rings ("anillos de los calambres") para la cura de enfermedades de supuesto origen diabólico como los calambres y la epilepsia.
El ritual establecido por Enrique VII para el toque real no se modificó excepto en raras ocasiones, con cambios menores: Isabel hacía la señal de la cruz sobre la cabeza del enfermo, mientras que su aprensivo sucesor, Jacobo I de Inglaterra (r. 1603–1625), se limitaba a realizar gestos sobre el absceso, sin tocarlo realmente.

### Frecuencia

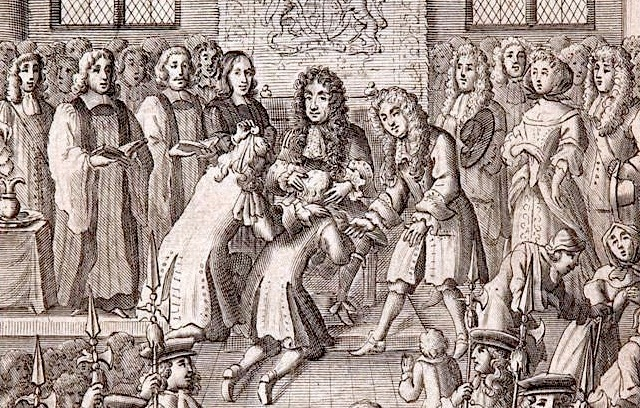
Carlos II de Inglaterra ejecutando el toque real. Grabado de Robert White, 1684.

El ritual se ejecutaba habitulmente entre la fiesta de San Miguel Arcángel (Michaelmas) y la Pascua, cuando el tiempo frío prevenía el contagio por contacto con un sujeto infectado. Se creía que el tratamiento era más eficaz si se celebraba en un día de fiesta litúrgica (holy day). Los reyes ingleses realizaban menos frecuentemente el toque que los franceses. Eduardo I tocaba anualmente a más de mil enfermos (1,736), pero no lo hacía durante sus frecuentes campañas militares en el exterior. Sus inmediatos sucesores siguieron una pauta similar.
Enrique VII tocaba sólo a siete u ocho enfermos al año, y hubo periodos de varios años en que no ejecutó ningún toque real. Enrique VIII (r. 1509-1547) tocó a 59 enfermo entre enero de 1530 y finales de diciembre de 1532. El protestante Eduardo VI (r. 1547–1553) no parece que realizara el ritual, pero la católica María I (r. 1553–1558) se tomó más seriamente esa función. Al comienzo de su reinado, la protestante Isabel I era reacia a celebrar un ritual de cuya eficacia probablemente dudaba; pero reanudó la práctica en 1570, tras su excomunión por el Papa, para demostrar que no había perdido ningún poder, ni siquiera el curativo. El cirujano real, William Clowes, proclamaba que el toque real probaba la legitimidad de Isabel, y que tal era su poder que incluso podía curar a extranjeros, citando el caso de un holandés que lo había recibido con éxito. El estricto protestante Jacobo I deseaba acabar con la práctica, pero no tuvo más remedio que ejercerla sobre un creciente número de enfermos. El toque real se extendió a Escocia, donde Jacobo reinaba y residía antes de la Unión de Coronas; los escoceses comenzaron a creer que también su rey y no sólo el de Inglaterra tenía la capacidad de curarles. Carlos I (r. 1625–1649) emitió varios edictos para contener la creciente demanda pública de curaciones. En el 27 de diciembre de 1633 tocó a cien enfermos en Holyrood Palace.
La frecuencia del ritual alcanzó su clímax en el reinado de Carlos II (r. 1660–1685), el único rey inglés que superó a los reyes franceses en la cantidad de enfermos tocados: unos 92,000 escrofulosos (4,500 al año). Jacobo II (r. 1685–1688) fue muy escéptico sobre el toque real, pero no obstante consentía en realizarlo. El toque fue eliminado por Guillermo III (r. 1689–1702) y María II (r. 1689–1694), que se negaron a tomar parte en un ritual que consideraban supersticioso. Cuando alguien le solicitaba que le tocara para curarle, Guillermo le respondía: God grant you better health and better sense ("Dios te dé mejor salud y mejor juicio"). Ana (r. 1702–1714) reintrodujo la práctica tan pronto como ascendió al trono, tocando a 30 enfermos el 6 de octubre y a 20 el 19 de diciembre de 1702. Se tomó su función muy seriamente, ayunando el día anterior de realizarla. El 30 de marzo de 1712 realizó por última vez el ritual, siendo Samuel Johnson (1709–1784) el último de los 300 escrofulosos que Ana tocó aquel día. Jorge I (r. 1714–1727) no continuó la práctica, pero los jacobitas mantuvieron hasta finales del siglo XVIII que la capacidad de realizarlo pertenecía al pretendiente exiliado Jacobo II.
El médico Sir Richard Blackmore rogó a Guillermo III y Jorge I que abandonaran "esa supersticiosa e insignificante ceremonia", que consideraba "papista". La Glorious Revolution, que trajo consigo el abandono de la idea del derecho divino de los reyes, vació de contenido legitimante al toque real. Las referencias de los pretendentes jacobitas curando la escrófula recibían burlas. La ceremonia fue retirada del Book of Common Prayer en 1732.

## Francia

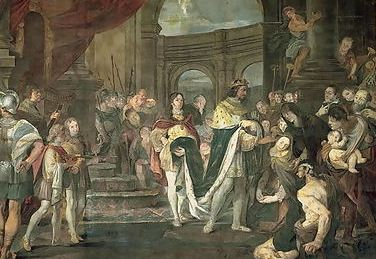
Francisco I de Francia (r. 1515–1547) tocando escrofulosos en presencia del papa León X en 1515 en Bolonia. Fresco de Carlo Cignani.

A finales de la Edad Media el toque real se había convertido en parte integral de la coronación de los reyes de Francia en la catedral de Reims. El rito incluía la unción de las manos del rey para conferirles la capacidad de curar. Acto seguido se realizaba un viaje a Corbeny para visitar el sepulcro de san Marculfo (-588), patrón de los escrofulosos. Tras completar esa peregrinación, el rey adquiría el sagrado poder de curación por el toque real. En su lecho de muerte, Felipe IV (r. 1285–1314) instruyó detenidamente a su hijo y heredero, Luis X (r. 1314–1316), sobre esa función de los reyes de Francia. Felipe VI (r. 1328–1350), el primer rey Valois, procuró demostrar que el cambio de dinastía no había afectado al poder curativo tocando a 35 enfermos entre el 1 de enero y el 30 de junio de 1337; algunos de ellos venían de Bretaña, Brabante y Vivarais.
El demonólogo Pierre de Lancre (1553–1631) proclamaba que los reyes de Francia podían curar hasta después de muertos. La mano de San Luis, conservada en el Monasterio de Poblet, seguía considerándose curativa en el siglo XVI. Los enfermos viajaban desde lugares tan lejanos como España e Italia para ser tocados por el rey de Francia. Los extranjeros que llegaban para la ceremonia seguían un orden específico, con los españoles en primer lugar, mientras que los súbditos del rey iban los últimos.

### Guerras de religión

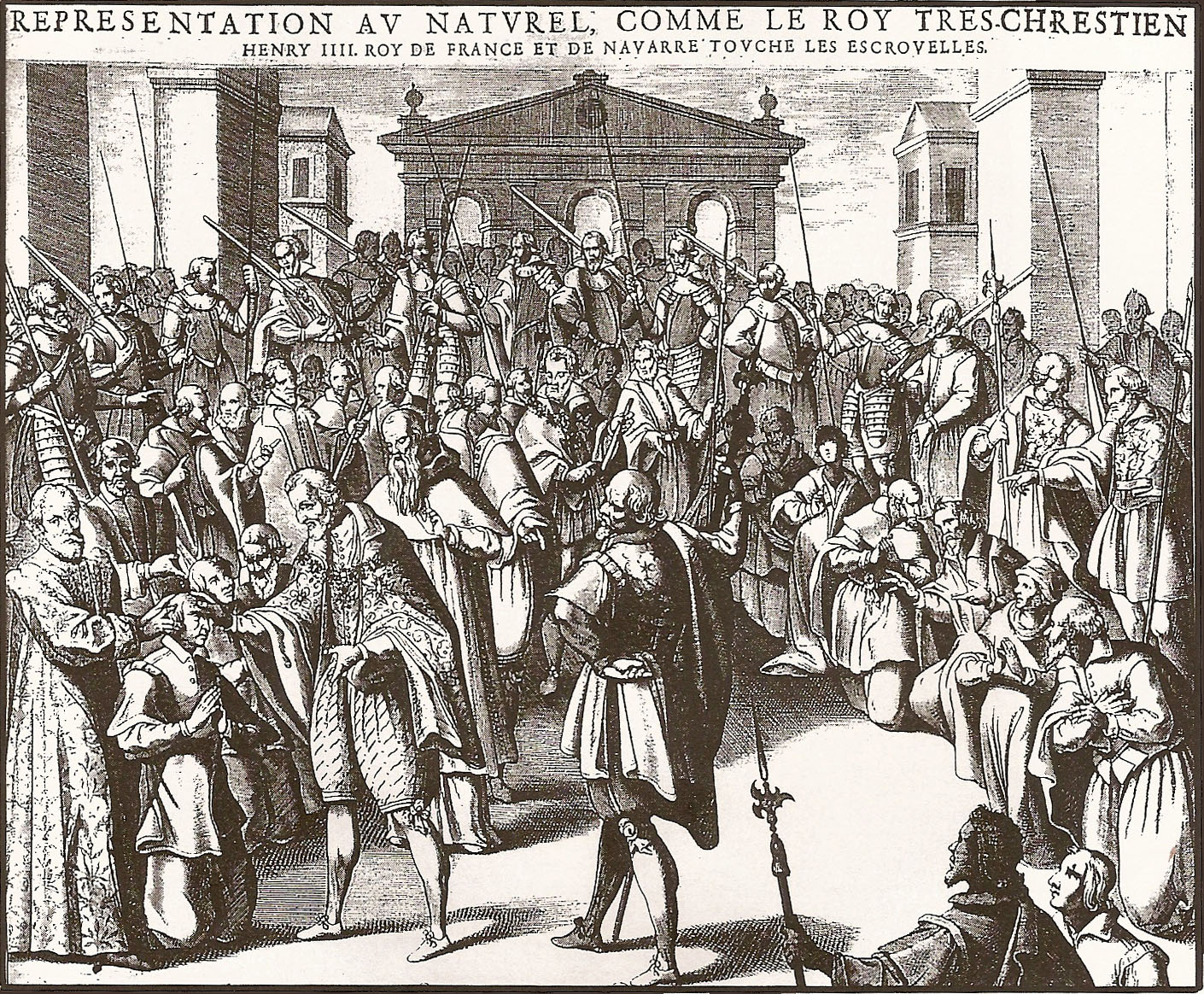
Enrique IV tocando a 575 enfermos en Reims durante la Semana Santa de 1606; grabado de Pierre Firrens.

La idea de toque real reforzó el poder de la monarquía, pero la ceremonia no fue tan frecuente en el siglo XVI como en la Edad Media. Durante las guerras de religión (1562–1598), El empeoramiento de las condiciones ayudó a que la escrófula se extendiera más que nunca y el interés por la enfermedad aumentara constantemente. La Liga Católica realizó una campaña propagandística para deslegitimar a Enrique III (r. 1574–1589) proclamando que su inmoralidad le había privado de su capacidad de curar por el toque real. Tras su asesinato se extendió el rumor de que si los franceses aceptaban a un protestante como rey, Dios retiraría su don a Francia y nunca más podría volver a curarse la escrófula. En todo caso, Enrique IV abjuró del protestantismo y se convirtió al catolicismo para poder reinar (París bien vale una misa). Enrique, el primer Borbón en el trono de Francia, se convirtió no sólo en el sanador de la escrófula, sino el sanador del reino. Decidió utilizar la capacidad curativa atribuida a sus antecesores para confirmar la legitimidad de su reinado. No obstante, tuvo que superar un inconveniente: había sido coronado en la catedral de Chartres y no en Reims, con lo que no había realizado la peregrinación a la tumba de San Marcufo. Mantuvo, por tanto, que el toque real se confería por derecho de herencia y por la gracia de Dios; no por el rito de la coronación. Reservó sus primeras curas a su entrada en París (marzo de 1594, un mes después de su coronación en Chartres), coincidiendo con la Pascua. Mostró una gran convicción en la ceremonia, para despejar cualquier duda sobre la sinceridad de su conversión.

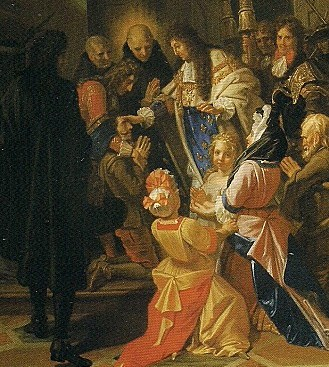
Luis XIV curando la escrófula en 1690; pintura de Jean Jouvenet.

La decisión de Enrique IV sirvió como prueba palpable a sus súbditos de la aprobación divina de su reinado. Los médicos reales y otros testigos de las ceremonias de toque real insistían en que al menos la mitad de todos los enfermos curaban a los pocos días. Se realizaron toques reales en numerosas ciudades del reino, al menos cuatro veces por año: en Pascua, en Pentecostés, en Todos los Santos y en Navidad. En la Pascua de 1608, Enrique IV tocó a 1,250 escrofulosos. Se quejó de que las largas horas de la ceremonia le dejaban exhausto, pero continuó con ella, dando la impresión de que lo hacía por una sincera preocupación por el bienestar de sus súbditos. Se realizaba ante la presencia del príncipe de sangre, limoneros, guardaespaldas y médicos. Estos presentaban los pacientes al rey, que procedía a hacer la señal de la cruz sobre sus mejillas diciendo Le Roy te touche et Dieu te guerit ("el Rey te toca y Dios te cura").

### Declive
Luis XIII (r. 1610–1643) y Luis XIV (r. 1643–1715) fueron ambos activos en estas ceremonias. El último tocó a 1,600 enfermos en la Pascua de 1680. Voltaire (1694–1778) escribió sarcásticamente que había perdido confianza en el poder de su toque al morir de escrófula una de sus amantes, que ciertamente había sido "muy bien tocada por el rey". Desde 1722, la fórmula que el rey pronunciaba se hizo más desiderativa: Le Roy te touche et Dieu te guérisse ("el Rey te toca, que Dios te cure"), no implicando, como ocurría con la anterior, una problemática determinación de la voluntad divina. Luis XV (r. 1715–1774) era escéptico sobre el toque real. Lo realizó al comienzo de su reinado, pero tras un escandaloso fracaso, al no conseguir ninguna curación en la Pascua de 1739, nunca más volvió a tocar enfermos. La costumbre se retomó 36 años después por Luis XVI (r. 1774–1792) en su ceremonia de coronación del 11 de junio de 1775, en la que tocó a 2,400 enfermos. No parece que volviera a realizar el toque real a escrofulosos. Carlos X, en su coronación (29 de mayo de 1825), tocó a 121 enfermos; el toque real nunca volvió a utilizarse.

## Valoración contemporánea

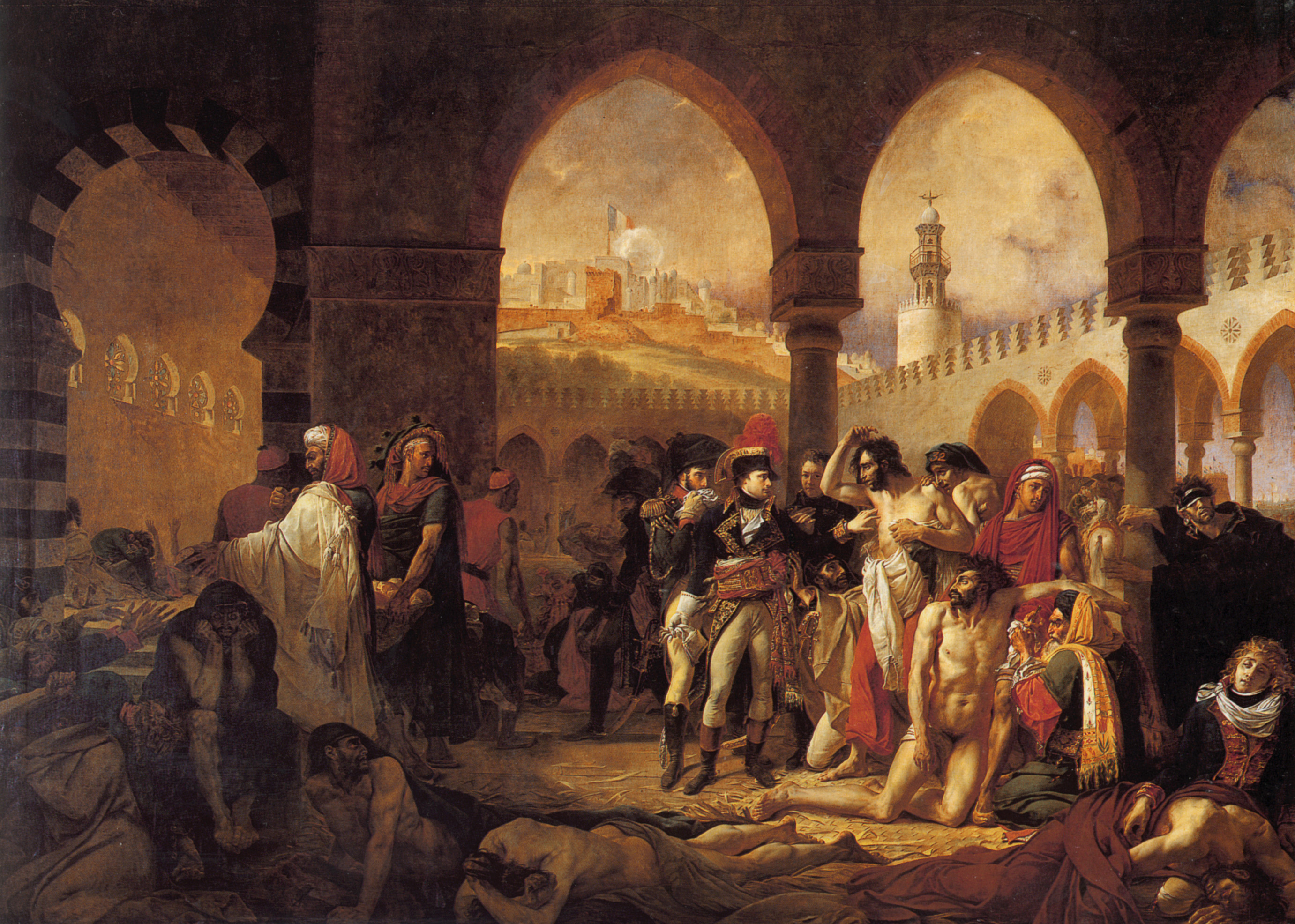
Desde un contexto cultural secularizado, Antoine-Jean Gros representó en 1804 la escena de la visita de Napoleón Bonaparte a los apestados de Jaffa, en la que las referencias al toque real de los monarcas son inevitables.

Durante el reinado de Jorge I, que había puesto fin definitivamente al toque real en Inglaterra, la familia real y los whig apoyaban fuertemente la inoculación antivariólica, pero ésta encontró fuertes resistencias tanto médicas como políticas y teológicas, en un contexto de debate en el que el éxito de esta práctica sirvió para incrementar el prestigio regio de la dinastía Hannover, cumpliendo un papel similar al del toque real para la dinastía Estuardo.
A partir del desprestigio en que cayó desde el siglo XVIII, el toque real ha pasado a ser analizado desde una perspectiva mucho más abierta en los enfoques académicos a partir de finales del siglo XX. Lord Macaulay, un político whig de la primera mitad del XIX, lo ridiculizaba como "una superstición absurda de una era pre-ilustrada". Sir Raymund Crawfurd, profesor de medicina de la Universidad de Londres, publicó en 1911 un estudio que revelaba su fscinación con tal práctica, "dudosa por exótica" (dubious if exotic). Todavía el historiador francés Marc Bloch, en 1924, coincidía con Lord Macaulay en considerarla como esotérica y un ejemplo de histeria de masas. Más recientemente, los historiadores evitan atribuir la popularidad del toque real a la ingenuidad del pueblo; por ejemplo, el historiador británico Keith Thomas lo presenta en el contexto de la práctica de la religión y la magia, mientras que su colega y compatriota J. C. D. Clark atribuye su prolongada vigencia a la persistente noción del derecho divino de los reyes.